# Дело Густава Гусака

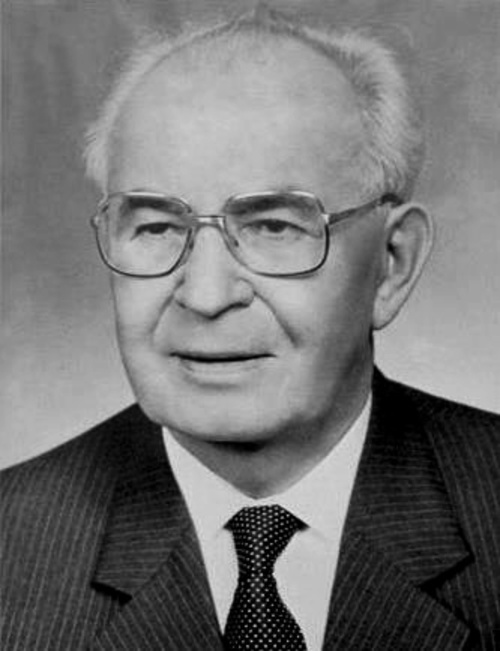
Густав Гусак

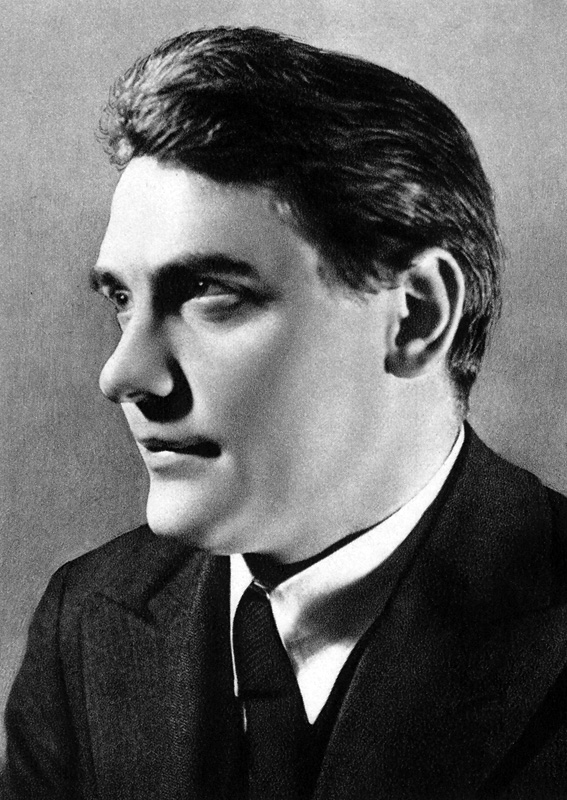
Ладислав Новомеский

Дело Густава Гусака и его сообщников (чеш. Proces s buržoazními nacionalisty, словац. Proces s G. Husákom a spoločníkmi), официально Процесс над диверсионной группой буржуазных националистов в Словакии (чеш. Proces s rozvratnou skupinou buržoazních nacionalistů na Slovensku, словац. Proces s rozvratnou skupinou buržoáznych nacionalistov na Slovensku) — судебный процесс над высокопоставленными словацкими функционерами Коммунистической партии Чехословакии, которые обвинялись судом в антигосударственной деятельности, а именно в поддержке буржуазного национализма. Проходил с 21 по 24 апреля 1954 года в Верховном суде Чехословакии. Подсудимые — бывшие словацкие госслужащие и члены Коммунистической партии Словакии: Густав Гусак, Ладислав Новомеский, Ладислав Голдош, Иван Горват и Даниэль Окали.
Все обвиняемые были осуждены на разные тюремные сроки, Гусак был приговорён к пожизненному лишению свободы. Историки и политологи единогласно сходятся во мнении, что все обвинения в адрес Гусака и других лиц были сфабрикованы, а координация борьбы против буржуазного национализма отчасти координировалась ЦК КПСС. Ян Пешек полагал, что Коммунистическая партия Чехословакии пыталась таким образом претворить в жизнь теорию классовой борьбы.

## Предпосылки
В 1950 году в Чехословакии началась негласная кампания по борьбе внутри Коммунистической партии против лиц, не поддерживавших линию партии — увольнялись со своих должностей даже те чешские и словацкие коммунисты, которые участвовали в гражданской войне в Испании или состояли в антифашистском подполье во Второй мировой войне. Против них строились сфабрикованные обвинения в троцкизме и титоизме, а иногда и в попытках выхода Словакии из состава ЧССР, поскольку тогда словаки считались частью единого чехословацкого народа. Инициатором одного из таких крупнейших судебных процессов стал глава Коммунистической партии Словакии Вильям Широкий.
14 марта 1950 года со своей должности был снят глава МИД ЧССР Владимир Клементис. 29 апреля 1950 года на заседании бюро ЦК КПС в адрес Густава Гусака, Владимира Клементиса и Ладислава Новомеского прозвучали первые обвинения в поддержке буржуазного национализма: их обвинили в том, что во время существования прогитлеровской Первой Словацкой республики и в разгар Словацкого национального восстания они не оказывали достаточной помощи повстанцам и всячески ставили палки в колёса коммунистам. Голдош, чтобы избежать подобных обвинений в свой адрес, предварительно ушёл с заседания, ссылаясь на служебные обязанности. Решением ЦК КПС Новомеский был снят с должности комиссара Правительства Словакии по вопросам образования.
Пленум ЦК КПС осудил буржуазный национализм и отправил заявление с осуждением во все региональные отделения партии. В мае 1950 года Гусак и Новомеский подали апелляцию на решение ЦК КПС об увольнении Новомеского, но это не увенчалась успехом. До конца 1950 года подобные заявления не повторялись, однако в начале 1951 года в адрес Гусака, Клементиса и Новомеского зазвучали новые обвинения.

## Арест и следствие
В декабре 1950 года был арестован писатель Иван Горват, посол ЧССР в Венгрии в 1948—1950 годах, позже за ним последовал писатель Даниэль Окали, сотрудник МВД ЧССР. 2 февраля 1951 года Ладислав Голдош, генеральный секретарь Словацкого национального фронта и комиссар Правительства Словакии по вопросам церкви, был неожиданно арестован сотрудниками службы безопасности на пути в Братиславу из Праги, где он был на заседании церковного совета. 6 февраля были арестованы Гусак и Новомеский по обвинениям в подготовке переворота, хотя ордеров на арест никто не выдавал. 30 июня 1951 года был опубликован формальный «Отчёт об аресте», который в дальнейшем служил ордером на арест для органов следствия.
Следствие длилось до 1954 года, и каждый из обвиняемых вёл себя по-разному. Гусак наотрез отказывался подписывать протоколы допросов и виновным себя не признавал ни по одной статье. Окали же сотрудничал со следствием и признал все обвинения против себя. Голдош подписал соглашение о сотрудничестве со следствием только под угрозой расправы со стороны спецслужб и обязался сообщать о своих сокамерниках следователям.

## Процесс и приговор
Процесс начался 21 апреля 1954 года в Братиславе, первым из обвиняемых выступал Густав Гусак. 22 апреля в первой половине дня выступал Ладислав Новомеский, во второй половине дня — Даниэль Окали. 23 апреля выступали Ладислав Голдош и Иван Горват. Приговор был оглашён 24 апреля, всех признали виновными и приговорили к следующим тюремным срокам:
- Густав Гусак — пожизненное лишение свободы
- Иван Горват — 22 года лишения свободы
- Даниэль Окали — 18 лет лишения свободы
- Ладислав Голдош — 13 лет лишения свободы
- Ладислав Новомеский — 10 лет лишения свободы

Формально Гусака обвинили в попытке изменения положения словацкого народа в стране, а установленный экономический дисбаланс между двумя частями Чехословакии был расценен Верховным судом как попытка срыва госплана в стране.

## Последствия
Подобные процессы и репрессии в Словакии продолжались на протяжении более чем 10 лет: перед судом представали представители левой интеллигенции Словакии. Клементис, который обвинялся также в буржуазном национализме, был повешен, а Гусак под стражей подвергался постоянным избиениям и на свободу вышел уже почти без зубов.
Голдош был условно освобождён в 1957 году, а в 1960 году президент ЧССР Антонин Новотный помиловал и остальных осуждённых. В 1963 году уголовное дело было пересмотрено, и всех пятерых Барбнабицкая комиссия ЦК КПЧ признала невиновными. Освобождённый Гусак в письме от 2 января 1964 году сообщил Александру Дубчеку, что за уголовным делом против «группы буржуазных националистов» стояли Вильям Широкий и ещё несколько человек. В дальнейшем он продолжил свою политическую карьеру и в 1971 году стал генеральным секретарём ЦК КПЧ, а в 1975 году и президентом ЧССР.